# 2016년 칸 영화제
제69회 칸 영화제는 2016년 5월 11일부터 22일까지 개최되었다. 오스트레일리아의 영화 감독 조지 밀러가 경쟁부문 심사위원장을 맡았으며 프랑스의 배우 로랑 라피트가 개막식 진행을, 일본의 영화 감독 카와세 나오미가 시네파운데이션 및 단편 영화 심사위원장을 맡았다. 개막작으로는 미국의 영화 감독 우디 앨런의 《카페 소사이어티》가 선정되었다.

## 공식 초청작

### 경쟁부문
2016년 4월 14일 기자회견에서 경쟁부문 상영작이 발표되었다. 2016년 4월 22일에는 아시가르 파르하디 감독의 《세일즈맨》이 경쟁부문 명단에 추가되었다.
| 제목                        | 원제                  | 감독                         | 제작 국가                                                       |
| --------------------------- | --------------------- | ---------------------------- | --------------------------------------------------------------- |
| 《바칼로레아》              | Bacalaureat           | 크리스티안 문지우            | 루마니아, 프랑스                                                |
| 《단지 세상의 끝》          | Juste la fin du monde | 그자비에 돌란                | 캐나다, 프랑스                                                  |
| 《더 네온 데몬》            | The Neon Demon        | 니콜라스 빈딩 레픈           | 미국                                                            |
| 《라스트 페이스》           | The Last Face         | 숀 펜                        | 미국                                                            |
| 《러빙》                    | Loving                | 제프 니컬스                  | 미국, 영국                                                      |
| 《마 로사》                 | Ma' Rosa              | 브릴란테 멘도자              | 필리핀                                                          |
| 《세일즈맨》                | فروشنده               | 아시가르 파르하디            | 이란                                                            |
| 《스테잉 버티컬》           | Rester Vertical       | 알랭 기로디                  | 프랑스                                                          |
| 《슬랙 베이》               | Ma Loute              | 브뤼노 뒤몽                  | 프랑스, 독일                                                    |
| 《시에라네바다》            | Sieranevada           | 크리스티 푸이유              | 루마니아, 프랑스, 보스니아 헤르체고비나, 크로아티아, 마케도니아 |
| 《아가씨》                  | 아가씨                | 박찬욱                       | 대한민국                                                        |
| 《아메리칸 허니》           | American Honey        | 앤드리아 아널드              | 미국, 영국                                                      |
| 《나, 다니엘 블레이크》 †   | I, Daniel Blake       | 켄 로치                      | 영국, 프랑스                                                    |
| 《아쿠아리우스》            | Aquarius              | 클레버 멘돈사 필로           | 브라질                                                          |
| 《언노운 걸》               | La Fille inconnue     | 장피에르 다르덴, 뤼크 다르덴 | 벨기에                                                          |
| 《엘르》                    | Elle                  | 파울 페르후번                | 프랑스, 독일, 벨기에                                            |
| 《줄리에타》                | Julieta               | 페드로 알모도바르            | 스페인                                                          |
| 《토니 어드만》             | Toni Erdmann          | 마렌 아데                    | 독일, 오스트리아                                                |
| 《패터슨》                  | Paterson              | 짐 자머시                    | 미국                                                            |
| 《퍼스널 쇼퍼》             | Personal Shopper      | 올리비에 아사야스            | 프랑스                                                          |
| 《프롬 더 랜드 오브 더 문》 | Mal de pierres        | 니콜 가르시아                | 프랑스                                                          |

### 비경쟁부문
| 제목                         | 원제          | 감독            | 제작 국가          |
| ---------------------------- | ------------- | --------------- | ------------------ |
| 《곡성》                     | 곡성          | 나홍진          | 대한민국           |
| 《나이스 가이즈》            | The Nice Guys | 셰인 블랙       | 미국               |
| 《내 친구 꼬마거인》         | The BFG       | 스티븐 스필버그 | 미국, 영국, 캐나다 |
| 《머니 몬스터》              | Money Monster | 조디 포스터     | 미국               |
| 《카페 소사이어티》 (개막작) | Café Society  | 우디 앨런       | 미국               |

## 심사위원

### 주요부문
- 조지 밀러 - 오스트레일리아의 영화 감독 (심사위원장)
- 아르노 데플레생 - 프랑스의 영화 감독
- 커스틴 던스트 - 미국의 배우
- 발레리아 골리노 - 이탈리아의 배우 겸 영화 감독
- 마스 미켈센 - 덴마크의 배우
- 네메시 옐레시 라슬로 - 헝가리의 영화 감독
- 바네사 파라디 - 프랑스의 배우 겸 가수
- 카타윤 샤하비 - 이란의 영화 프로듀서
- 도널드 서덜랜드 - 캐나다의 배우

### 주목할만한 시선
- 마르트 켈러 - 스위스의 배우 (심사위원장)
- 예시카 하우스너 - 오스트리아의 영화 감독
- 디에고 루나 - 멕시코의 배우 겸 영화 감독
- 루벤 외스트룬트 - 스웨덴의 영화 감독
- 셀린 살레트 - 프랑스의 배우

### 시네파운데이션 및 단편 영화
- 카와세 나오미 - 일본의 영화 감독 (심사위원장)
- 마리조제 크로즈 - 프랑스계 캐나다인 배우
- 장마리 라리외 - 프랑스의 영화 감독
- 라두 문티안 - 루마니아의 영화 감독
- 산티아고 로사 - 아르헨티나의 영화 감독 겸 각본가

## 수상

### 공식부문
경쟁부문
- 황금종려상 - 《나, 다니엘 블레이크》 켄 로치
- 그랑프리 - 《단지 세상의 끝》 자비에 돌란
- 감독상
  - 크리스티안 문지우 《그래듀에이션》
  - 올리비에 아사야스 《퍼스널 쇼퍼》
- 각본상 - 아시가르 파르하디 《세일즈맨》
- 여자배우상 - 재클린 호세 《마 로사》
- 남자배우상 - 샤하브 호세이니 《세일즈맨》
- 심사위원상 - 《아메리칸 허니》 앤드리아 아널드